# (10104) Hoburgsgubben
(10104) Hoburgsgubben (1992 EY9) – planetoida z pasa głównego asteroid okrążająca Słońce w ciągu 3,57 lat w średniej odległości 2,33 j.a. Odkryta 2 marca 1992 roku.